# 948
948 (CMXLVIII) fue un año bisiesto comenzado en sábado del calendario juliano, en vigor en aquella fecha.

## Acontecimientos
- El mítico rey Eri funda el Reino de Nri en el sudeste de Nigeria.
- Tropas bizantinas atacan Siria, pero son derrotados por Sayf al-Daula. No obstante, Leo Focas, el Joven saquea y arrasa Adata.[1]
- Tormás y Bulcsú, líderes de los húngaros, son bautizados en Constantinopla por el emperador Constantino VII.

## Nacimientos
- Emperador Jingzong de Liao.
- Gang Gam-chan, oficial gubernamental y comandante militar coreano.
- Minamoto no Yorimitsu, cortesano y guerrero japonés (o 954).

## Fallecimientos
- Romano I, emperador bizantino.
- Sunifredo II, conde de Urgel.
- Emperador Gaozu de Han Posterior.
- Minamoto no Kintada, noble y poeta japonés.